# 김대명
김대명(金大明, 1981년 2월 16일 ~ )은 대한민국의 배우이다.

## 학력
- 서울백운초등학교 (졸업)
- 쌍문중학교 (졸업)
- 선덕고등학교 (졸업)
- 성균관대학교 연기예술학과

## 출연작

### 영화
- 《더러운 돈에 손대지 마라》 (2024년) - 이동혁 역
- 《돌멩이》 (2020년) - 윤석구 역
- 《국제수사》 (2020년) - 황만철 역
- 《마약왕》 (2018년) - 이두환 역
- 《골든 슬럼버》 (2018년) - 장동규 역
- 《해빙》 (2017년) - 정성근 역
- 《판도라》 (2016년) - 길섭 역
- 《덕혜옹주》 (2016년) - 김봉국 역
- 《계춘할망》 (2016년) - 의사 역
- 《내부자들》 (2015년) - 고 기자 역
- 《특종: 량첸살인기》 (2015년) - 한승우 역
- 《뷰티 인사이드》 (2015년) - 우진 역
- 《타짜: 신의 손》 (2014년) - 당구장 사장 역
- 《역린》 (2014년) - 강용휘 역
- 《표적》 (2014년) - 장규호 역
- 《방황하는 칼날》 (2014년) - 양태섭 역
- 《더 테러 라이브》 (2013년) - 박신우 목소리 역
- 《개들의 전쟁》 (2012년) - 두창 역

### 시트콤 & 드라마
- 《돼지우리》 (2025년, 미확정)
- 《노무사 노무진》 (2025년, MBC) - 정민 역 (특별출연)
- 《협상의 기술》 (2025년, JTBC) - 오순영 역
- 《조명가게》 (2024년, Disney+) - 상훈 역
- 《슬기로운 의사생활2》 (2021년, tvN) - 양석형 역
- 《슬기로운 의사생활》 (2020년, tvN) - 양석형 역
- 《마음의 소리》 (2016년, KBS2) - 조준 역
- 《KBS 드라마 스페셜 - 붉은달》 (2015년, KBS2) - 세자 선 (사도세자) 역
- 《미생》 (2014년, tvN) - 김동식 역

### 공연
- 《연극 ‘한 놈, 두 놈 빡구타고’》 (2011년) - 이낙중 역
- 《뮤지컬 ‘어쌔신’》 (2009년) - 존 힝클리 역
- 《연극 ‘동물원이야기’》 (2009년) - 피터 역
- 《연극 ‘강풀의 바보’》 (2008년) - 승룡 역
- 《뮤지컬 ‘지하철 1호선’》 (2008년) - 땅쇠 역
- 《연극 ‘물고기 남자’》 (2007년) - 김진만 역
- 《연극 ‘강택구’》 (2007년)
- 《연극 ‘귀신의 집으로 오세요’》 (2007년) - 프로듀서 역

### 뮤직 비디오
- 영준 (브라운 아이드 소울) - 니 생각뿐 (2015)

### 예능
- 2021년 tvn 슬기로운 산촌생활 - 주연 (매회 출연, 2021년 10월 8일-12월 3일 매회 출연)
- 2020년 JTBC 아는 형님 - 게스트 (with 곽도원, 김희원)
- 2020년 SBS 런닝맨 - 게스트 (516회, 2020년 8월 16일 방송분 출연)
- 2024년 유튜브 나영석의 와글와글 - 게스트

## 수상 및 후보
| 연도 | 시상식                     | 부문                   | 작품    | 결과 |
| ---- | -------------------------- | ---------------------- | ------- | ---- |
| 2015 | 제51회 백상예술대상        | TV부문 남자 신인연기상 | 미생    | 후보 |
| 2015 | 제8회 코리아 드라마 어워즈 | 남자 우수연기상        | 미생    | 수상 |
| 2015 | 제4회 에이판 스타 어워즈   | 남자 연기상            | 미생    | 후보 |
| 2015 | KBS 연기대상               | 남자 연작·단막극상     | 붉은 달 | 후보 |
| 2017 | 제26회 부일영화상          | 남우조연상             | 해빙    | 후보 |
| 2017 | 제1회 더 서울어워즈        | 영화부문 남우조연상    | 해빙    | 후보 |
| 2017 | 제38회 청룡영화상          | 남우조연상             | 해빙    | 후보 |
| 2018 | 제23회 춘사영화제          | 남우조연상             | 해빙    | 후보 |
| 2021 | 제41회 황금촬영상          | 심사위원 특별상        | 돌멩이  | 수상 |

## 노래
- 슬기로운 의사생활2#ost-가을우체국앞에서